# Vantagem fiscal
A vantagem fiscal refere-se ao bônus econômico que se aplica a determinadas contas ou investimentos que, por lei, têm diminuição de impostos, têm impostos diferidos ou são isentos de impostos. Exemplos de contas e investimentos com vantagens fiscais incluem planos de aposentadoria, contas de poupança para educação, contas de poupança para despesas médicas e títulos do governo. Os governos estabelecem vantagens fiscais para incentivar os particulares a contribuir com dinheiro quando isso é considerado de interesse público.

## Benefícios
As vantagens fiscais oferecem um incentivo para se envolver em certos investimentos e contas, funcionando como um subsídio do governo. Por exemplo, as contas de aposentadoria individuais têm vantagens fiscais, pois são com impostos diferidos. Ao incentivar o investimento nessas contas, há uma redução na necessidade do governo apoiar os cidadãos mais tarde na vida, gastando dinheiro com assistência social ou outras despesas governamentais. Os benefícios da alíquota do imposto sobre ganhos de capital também podem estimular o investimento.

## Tipos de contas e investimentos com vantagens fiscais

### Planos de aposentadoria
O exemplo mais conhecido são os planos de aposentadoria, que muitas vezes oferecem vantagens fiscais para incentivar a poupança para a aposentadoria.
Em países onde a idade média da população está aumentando, as vantagens fiscais podem pressionar os planos de pensão. Por exemplo, quando os benefícios são financiados com base no sistema de repartição, os benefícios pagos aos aposentados vêm diretamente das contribuições das pessoas em idade produtiva. Se a proporção de aposentados em relação às pessoas em idade produtiva aumentar, as contribuições necessárias dos trabalhadores também aumentarão proporcionalmente. Nos Estados Unidos, o rápido início da aposentadoria da geração baby boomer está causando atualmente esse problema.
No entanto, existem limitações internacionais em relação às vantagens fiscais obtidas por meio de planos de pensão. Se uma pessoa tiver dupla cidadania nos Estados Unidos e no Reino Unido, ela poderá ter obrigações fiscais em ambos os países. Se essa pessoa estiver morando no Reino Unido, sua pensão poderá ter vantagens fiscais no Reino Unido, por exemplo, mas não nos Estados Unidos. Mesmo que uma pensão do Reino Unido possa estar isenta de impostos no Reino Unido, isso não significa necessariamente que ela esteja isenta de impostos nos Estados Unidos. Em resumo, um contribuinte americano com dupla cidadania pode ter que pagar impostos sobre os ganhos da pensão do Reino Unido ao governo dos Estados Unidos, mas não ao Reino Unido.
A fim de reduzir a carga sobre esses regimes, muitos governos concedem aos planos de aposentadoria financiados pelo setor privado um status de vantagem fiscal, a fim de incentivar mais pessoas a contribuir para esses acordos. Os governos muitas vezes excluem essas contribuições da renda tributável do empregado, ao mesmo tempo em que permitem que os empregadores recebam deduções fiscais pelas contribuições aos fundos do plano. Os rendimentos dos investimentos em fundos de pensão são quase universalmente excluídos do imposto de renda enquanto se acumulam, antes do pagamento. Os pagamentos aos aposentados e seus beneficiários também recebem, às vezes, tratamento fiscal favorável. Em troca do status de vantagem fiscal de um plano de pensão, os governos normalmente impõem restrições para desencorajar o acesso aos ativos de um fundo de pensão antes da aposentadoria.
Nos Estados Unidos, as contas de aposentadoria com vantagens fiscais incluem planos 401(k), planos 403(b), contas de aposentadoria individuais e contas de aposentadoria individuais. Essas contas proliferaram desde que foram introduzidas em 1978. Em 2015, elas representavam metade de todos os ativos de fundos mútuos de longo prazo.

#### Anuidades
Investir em anuidades pode permitir que os investidores obtenham vantagens fiscais que não são obtidas através de outras contas de aposentadoria com impostos diferidos, como 401k e IRAs. Uma das grandes vantagens das anuidades é que elas permitem que um investidor guarde grandes quantias em dinheiro e adie o pagamento de impostos. Não há limite anual para contribuições para anuidades. Isso é especialmente útil para aqueles que estão se aproximando da idade de aposentadoria e que podem não ter economizado grandes somas ao longo dos anos anteriores. O investimento total é composto anualmente sem quaisquer impostos federais. Isso permite que cada dólar do investimento total acumule juros, o que pode ser uma vantagem em comparação com investimentos tributáveis. Além disso, ao resgatar a anuidade, o investidor pode decidir receber um pagamento único ou desenvolver um plano de pagamento mais distribuído.

### Poupança para educação
As contas poupança com vantagens fiscais são concebidas para incentivar a poupança para despesas com educação. Nos Estados Unidos, os veículos de poupança com vantagens fiscais incluem contas poupança para educação Coverdell e planos 529.

### Poupança para despesas médicas
Em Singapura e outros países, as contas poupança médicas têm impostos diferidos.

### Imobiliário
Para incentivar a aquisição de imóveis próprios, existem deduções fiscais sobre os pagamentos de hipotecas.
Nos Estados Unidos, os investimentos imobiliários proporcionam vantagens fiscais consideráveis. Uma das vantagens é a possibilidade de recuperar o custo de imóveis que geram rendimentos (por exemplo, imóveis comerciais) através da depreciação. Quando um imóvel é comprado nos Estados Unidos, o custo do prédio e do terreno é capitalizado. Se o prédio for um imóvel comercial ou um imóvel para aluguel, usado em um negócio, o custo do prédio é depreciado ao longo de 39 anos para prédios não residenciais e 27,5 anos para prédios residenciais, usando o método de depreciação linear para fins fiscais. O custo do edifício é amortizado ao longo da vida útil do edifício por meio de deduções anuais de depreciação. Assim, o proprietário do edifício recebe essas deduções de depreciação como vantagens fiscais à sua alíquota de imposto de renda. Na venda de um imóvel, a recuperação da depreciação é a parte dos ganhos pela qual as deduções de depreciação são responsáveis durante o período de propriedade. A seguir, um exemplo para ilustrar de forma clara o conceito de depreciação. Um proprietário compra um edifício por US$ 20 milhões. Após 5 anos, o proprietário obteve US$ 1 milhão em deduções por depreciação. Agora, a base do proprietário do imóvel é de US$ 19 milhões. Se o proprietário decidir vender o imóvel por US$ 25 milhões, ele terá um ganho de US$ 6 milhões (US$ 25 milhões menos US$ 19 milhões). Muitas vezes, as pessoas assumem erroneamente que esses US$ 6 milhões são tributados à alíquota de ganhos de capital. No entanto, esse é um equívoco comum. Neste exemplo, US$ 1 milhão do ganho seria, na verdade, tributado à taxa de recuperação de depreciação, e os outros US$ 5 milhões à taxa de ganhos de capital.
Na Nova Zelândia, os investidores imobiliários recebem uma vantagem fiscal. Os investidores podem reivindicar os juros hipotecários que pagam como dedução fiscal, enquanto os proprietários de imóveis não podem. Essa vantagem fiscal subsidia os investidores.

### Seguro de vida
Nos Estados Unidos, as apólices de seguro de vida também têm vantagens fiscais. A renda pode crescer em uma apólice de seguro de vida com imposto diferido ou isento de impostos. Além disso, existem certas vantagens em determinadas apólices de seguro de vida que são excluídas dos impostos sobre herança e/ou sucessão.

### Investimentos

#### Títulos públicos
Nos Estados Unidos, muitos títulos públicos (como títulos estaduais ou municipais) também podem ser isentos de certos impostos.

#### Investimentos em parcerias
Além disso, os investimentos em parcerias e sociedades de responsabilidade limitada também têm vantagens fiscais. Para proprietários individuais de empresas, a LLC é tributada como uma empresa individual. Isso significa que a entidade não é tributada, mas a renda auferida pela entidade é tributada ao proprietário. A LLC tem importantes vantagens fiscais, tais como os lucros dos proprietários serem potencialmente tributados na faixa marginal de imposto mais baixa dos proprietários. Além disso, as perdas podem compensar a renda não comercial do proprietário único. Se houver vários proprietários de uma sociedade de responsabilidade limitada, também há vantagens fiscais associadas a ela. Eles podem optar por ser tributados como uma parceria, mas também podem decidir ser tributados como uma entidade corporativa. As parcerias não são tributadas, mas as corporações são. Para LLCs tributadas como sociedades, a renda é tributada aos sócios. Para uma corporação ou uma LLC tributada como uma corporação, a entidade está sujeita a impostos e os dividendos sobre a renda após os impostos também são tributados aos acionistas da corporação ou aos membros da LLC.

#### Doações de caridade
Para incentivar doações de caridade de indivíduos com alto patrimônio líquido, há deduções fiscais sobre doações de caridade superiores a um valor especificado.